# Thuiaria deberki
Thuiaria deberki is een hydroïdpoliep uit de familie Sertulariidae. De poliep komt uit het geslacht Thuiaria. Thuiaria deberki werd in 1914 voor het eerst wetenschappelijk beschreven door Kudelin. 